# مالپیکا د تاخو
مالپیکا د تاخو (به اسپانیایی: Malpica de Tajo) یک شهرستان در اسپانیا است که در استان تولدو واقع شده‌است.

## خصوصیات
مالپیکا د تاخو ۸۰ کیلومترمربع مساحت و ۲٬۱۵۳ نفر جمعیت دارد و ۳۹۸ متر بالاتر از سطح دریا واقع شده‌است.